# Galzinia ellipsospora
Galzinia ellipsospora är en svampart som beskrevs av S.S. Rattan 1977. Galzinia ellipsospora ingår i släktet Galzinia och familjen Corticiaceae.   Inga underarter finns listade i Catalogue of Life.